# Götsche

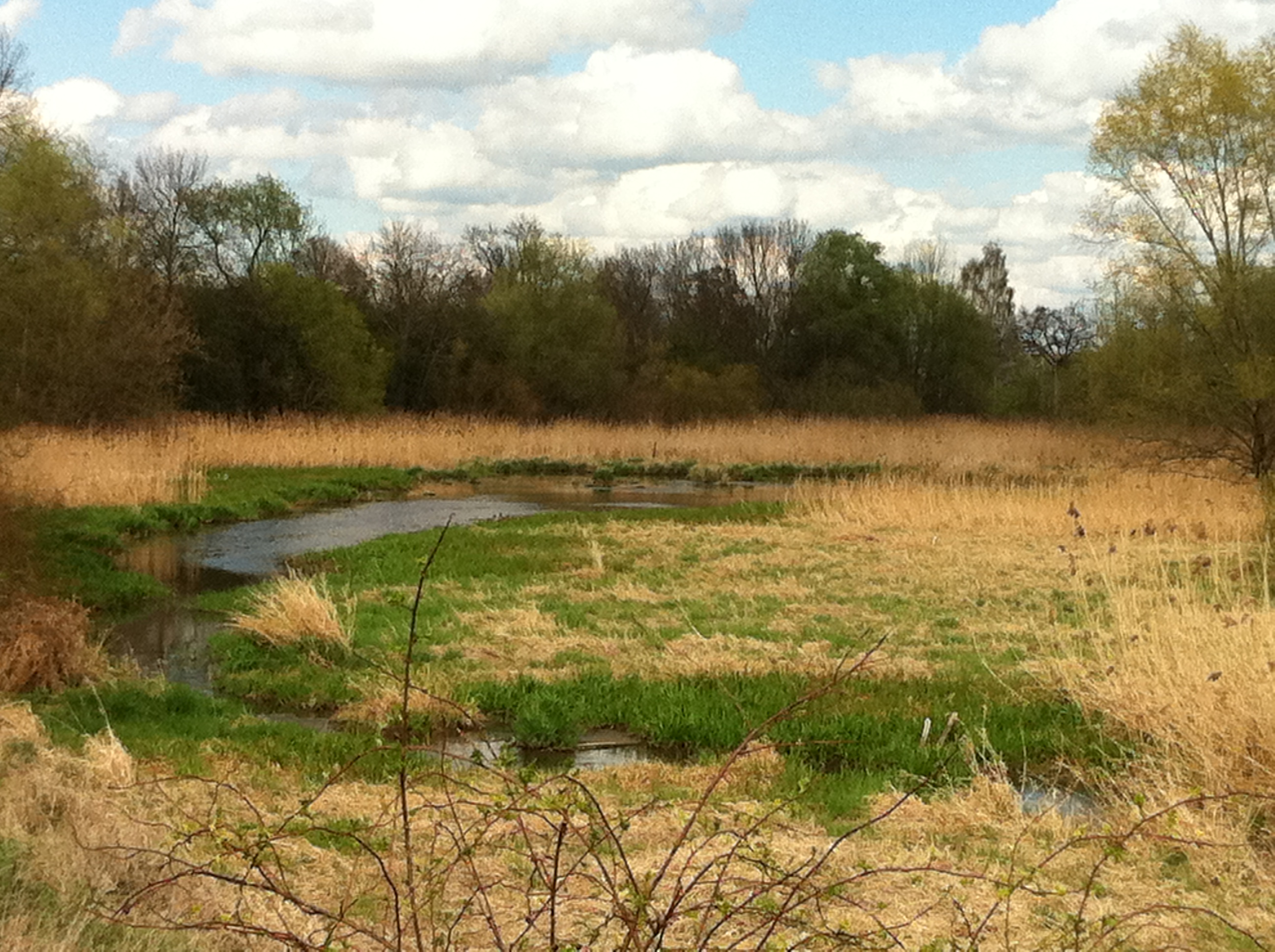
Altarm der Saale, den die Götsche zur Mündung in die Saale durchfließt

Die Götsche ist ein rechter Nebenfluss der Saale.

## Name
Die Götsche wird im Jahr 1156 (ad rivum Godessowe) erstmals schriftlich erwähnt. Der Name stammt aus dem Altsorbischen (*Godeš’ova) und leitet sich von einem Personennamen *Godeš oder *Godiš ab.

## Verlauf
Die Quelle der Götsche liegt bei Nauendorf (Kleinmerbitz) im Saalekreis. Sie entwässert einen Teil der Gemeindegebiete von Wettin-Löbejün und Petersberg (Saalekreis). Die Götsche hat eine Länge von gut 15 Kilometern. Nebengewässer sind der bei Wallwitz einmündende Nehlitzer Bach und der bei Sennewitz zufließende Gutenberger Bach. Die Götsche fließt bei Halle in einen Altarm der Saale und von dort in die Saale. Hier bildet sie die Grenze zwischen Halle und dem Saalekreis.

## Städte und Gemeinden an der Götsche
| - Petersberg (Saalekreis) - Wettin-Löbejün - Halle (Saale) |